# Абела Дейнджър
Абела Дейнджър (на английски: Abella Danger) е американска порнографска актриса.
Родена е на 19 ноември 1995 г. в Маями, щата Флорида. Тя е от смесен етнически произход – еврейски и украински.
Дебютира като актриса в порнографската индустрия през юли 2014 г., когато е на 18-годишна възраст.

## Награди
- 2016: AVN награда за най-добра нова звезда.[2][3]
- 2016: AVN награда за най-гореща новачка (награда на феновете).[3]
- 2016: XBIZ награда за най-добра нова звезда.[4]
- 2016: XRCO награда за нова звезда.[5]
- 2016: NightMoves награда за изпълнителка на годината (избор на авторите).[6]
- 2017: AVN награда за най-добра сцена с двойно проникване – „Абела“ (с Мик Блу и Маркъс Дюпри).[7]